# Daniel Auteuil
Daniel Auteuil er en fransk skuespiller, filminstruktør og manuskriptforfatter. Han er født 
24. januar 1950 i Algier i det nuværerende Algeriet.

## Biografi
Nok er Daniel Auteuil født i Algier, men han er vokset op i Avignon, som søn af forældre, der begge var operasangere,
hvilket har gjort at han allerede i en tidlig alder har udviklet en passion for teatret. Det faldt ham derfor naturligt, at han hurtigt flytttede til Paris og indskrev sig på Cours Florent. Som 20-årig blev han af Georges Wilson tilbudt en mindre rolle i stykket Early Morning. Han fik sin biografdebut i 1974, da han spillede med i filmen L'Agression af Gérard Pirès. Sit filmiske gennembrud fik han i 80'erne, hvor han spillede med i flere komedier.
Det var imidlertid først med rollen som Ugolin i filmen Kilden i Provence i 1986 (og i efterfølgeren Manon og kilden), at han for alvor gjorde sig bemærket som seriøs skuespiller.
Siden hen har han også forsøgt sig som instruktør og manuskriptforfatter.
Privat har han være gift tre gange, de to af gangene med andre skuespillere. Først med skuespillerinden Anne Jousset, med hvem 
han har datteren Aurore Auteuil, siden med skuespillerinden Emmanuelle Béart, som han har datteren Nelly med og nu (2012)
med kunstneren Aude Ambroggi, som han har sønnen Zach med.

## Filmografi
Indtil nu (februar 2012) har han spillet med i 92 film.
Udvalgt liste over film, som han spillet med i:
- Brøndgraverens datter, 2011 (hvor han også stod for instruktionen og manuskriptet)
- Skjult, 2005
- Mellem fjender, 2004
- Le placard - Ud af skabet, 2001
- Enken fra Saint-Pierre, 2000
- Tyvene, 1996
- Adskillelsen, 1994
- Dronning Margot, 1994
- Min bedste årstid, 1993
- Manon og kilden, 1986
- Kilden i Provence, 1986
- Klassens skøre kugle, 1980

## Priser
Over årene er han blevet indstillet til flere filmpriser hvoraf de vigtigste han har modtaget er:
- 1987: En César for bedste mandlige hovedrolle for rollen Ugolin i filmen Kilden i Provence
- 1988: En BAFTA Award for bedste birolle i rollen som Ugolin i filmen Kilden i Provence
- 1996: Prisen for bedste hovedrolle ved Filmfestivalen i Cannes, for rollen som Harry i filmen i Le huitième jour
- 2000: En César for bedste mandlige hovedrolle for rollen som Harry i filmen i La fille sur le pont